# Forteresse de Ram
Pour les articles homonymes, voir RAM.
La forteresse de Ram (en serbe cyrillique : Тврђава Рам ; en serbe latin : Tvrđava Ram) est située à Ram, dans la municipalité de Veliko Gradište et dans le district de Braničevo, en Serbie. Elle est inscrite sur la liste des monuments culturels de grande importance de la République de Serbie (identifiant no SK 541).

## Présentation

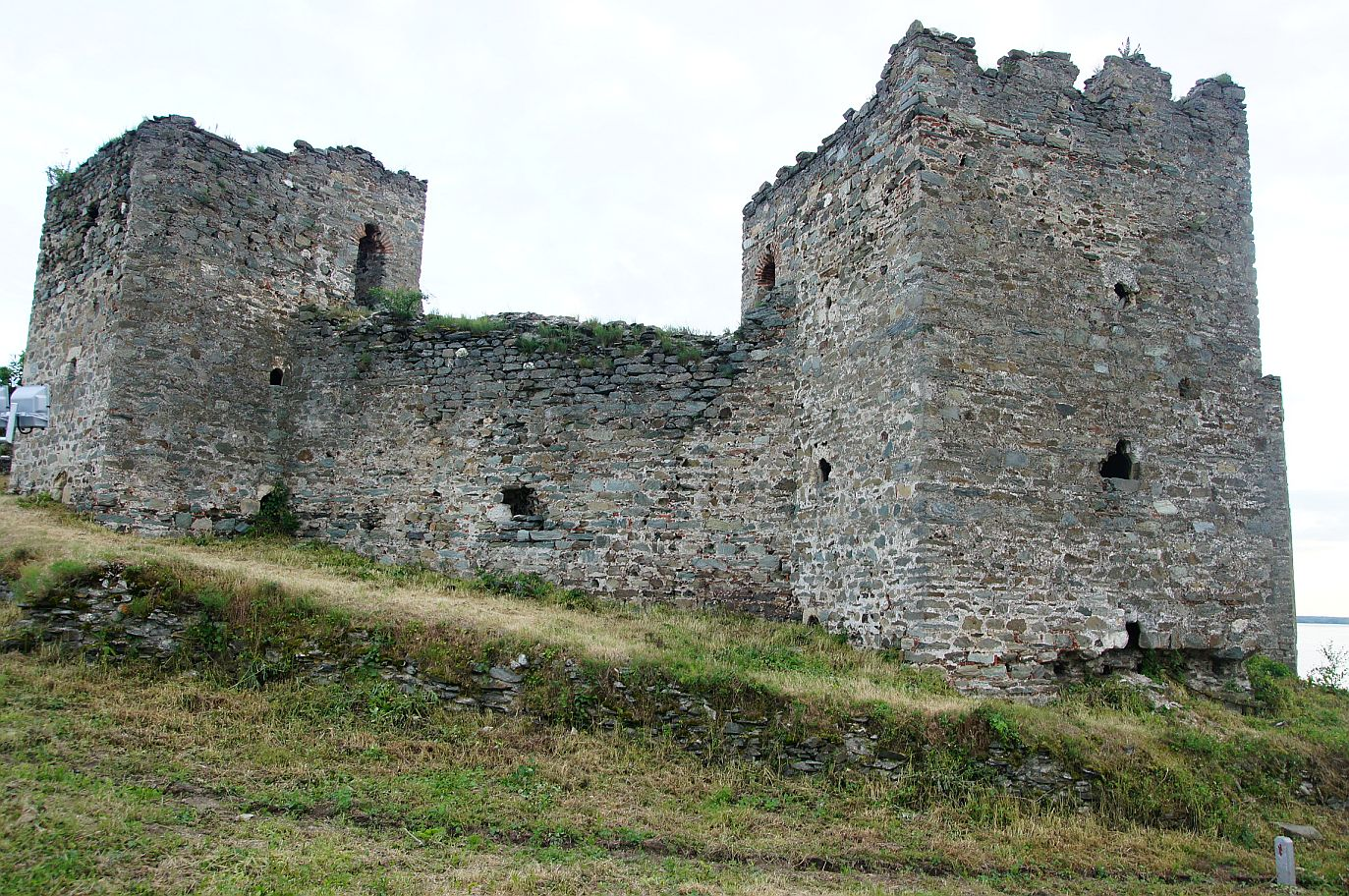
Autre vue de la forteresse.

La forteresse de Ram est située à 30 km au nord-est de Požarevac, sur la rive droite du Danube. Elle a été construite sur une falaise de presque 20 m. qui donne sur le fleuve du côté du nord-ouest et l'accès s'effectuait au sud-est par une tour-donjon.
Ram a été bâtie par le sultan Bajazet II en 1483, juste après la prise de la forteresse de Kulič, pour protéger la frontière nord de l'Empire ottoman contre les attaques des Serbes et des Hongrois.
La forteresse s'inscrit dans un pentagone irrégulier dont l'intérieur mesure 25 m sur 35. En plus de la tour-donjon, elle possède quatre autres tours presque également réparties, de formes différentes mais conçues selon la même architecture ; toutes les tours étaient dotées d'un rez-de-chaussée et de trois étages et chaque étage disposait d'une ouverture. Les chemins de ronde et les tours étaient crénelés pour permettre aux gardes de se protéger. La forteresse a été conçue pour l'artillerie de guerre ; elle est bâtie en pierres concassées renforcées par un mortier de chaux ; la brique a également été employée pour les parties voûtées ; l'épaisseur des remparts varie entre 1,87 m et 3,35 m. Le fort est entouré d'une tranchée sèche avec deux murailles plus petites.
Au centre de la forteresse se trouvent les ruines d'une mosquée et à proximité se trouvent celles d'un caravansérail et d'un hammam.
Le fort a perdu peu à peu de son importance après la victoire des Turcs lors de la bataille de Mohács en 1526 ; la frontière a alors été déplacée vers Buda et Vienne. Ram a été utilisée pour la dernière fois à l'époque de la krajina de Koča (1788) ; à cette occasion, une tour a été complètement détruite. Des fouilles archéologiques ont été réalisées sur le site en 1980.

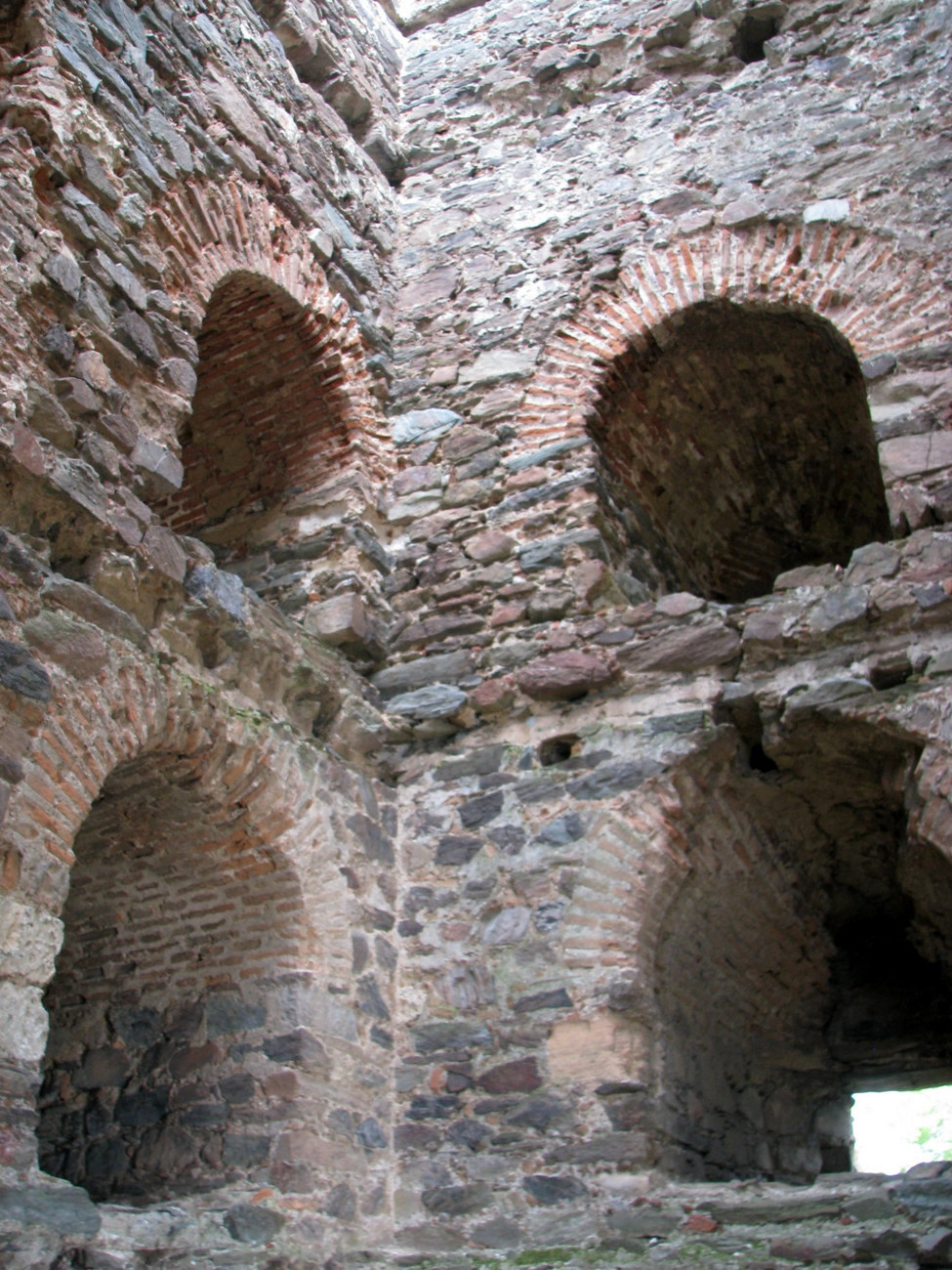
L'intérieur de la forteresse.